# Seconda battaglia di Homs
La seconda battaglia di Homs fu combattuta, il 29 ottobre 1281, tra gli eserciti della dinastia dei Mamelucchi d'Egitto e l'Ilkhanato, il khanato mongolo stabilito in Persia.
La battaglia fu parte del tentativo di Abāqā di riprendere la Siria ai Mamelucchi.
Dopo le vittorie dei Mamelucchi sui Mongoli ad ʿAyn Jālūt nel 1260 ed Albistan nel 1277, l'Il-khan Abāqā inviò suo fratello Möngke Temur al comando di un grande esercito, che contava, oltre a 50 000 mongoli, anche 30 000 ausiliari: principalmente georgiani comandati da re Demetrio II e armeni di Cilicia guidati da re Leone III.
I due eserciti si incontrarono a sud di Homs.
In una battaglia campale i georgiani, gli armeni e gli Oirati, guidati dal re Leone III e da generali mongoli, misero in rotta il fianco sinistro dei Mamelucchi e dispersero i musulmani, ma gli egiziani, guidati dal Sultano Qalawun in persona, distrussero il centro mongolo.
Möngke Temur rimase ferito e fuggì, seguito dal suo esercito.
Qalawun decise di non inseguire il nemico sconfitto, e gli ausiliari georgiano-armeni riuscirono a ritirarsi.
L'anno successivo Abaqa morì ed il suo successore, Tekuder, invertì la sua politica.
Egli si convertì all'Islam e formò un'alleanza con il sultano mamelucco.